# Etran de L'Aïr
Etran de L'Aïr — нігерійський рок-гурт з міста Агадес, Нігер.  Гурт зараз підписав контракт із Sahel Sounds. Група випустила три альбоми: № 1  у 2018 році, Agadez у 2022 році та 100% Sahara Guitar у 2024 році.    Перший альбом гурту, No. 1, був названий альбомом номер один року Амандою Петрусич з The New Yorker .  Усі альбоми гурту отримали схвальні відгуки.   

## Альбоми

### Студійні альбоми
- No. 1 (2018, Sahel Sounds)
- Agadez (2022, Sahel Sounds)
- 100% Sahara Guitar (2024, Sahel Sounds)